# Sagor och äfventyr berättade på svenska landsmål
Sagor och äfventyr berättade på svenska landsmål är en samling berättelser som sammanställts i bokform av författaren och folklivsforskaren Nils Gabriel Djurklou, utgiven 1883 på C.E. Fritze’s K. Hofbokhandel, med illustrationer av konstnären Carl Larsson.
Berättelserna är skrivna på svenska landsmål, på bland annat närkingska. 